# Mostek (stacja kolejowa)
Mostek – stacja kolejowa w miejscowości Mostek, w kraju hradeckim, w Czechach. Znajduje się na wysokości 450 m n.p.m.
Jest zarządzana przez Správę železnic. Na stacji istnieje możliwość zakupu biletów i rezerwacji miejsc.

## Linie kolejowe
- 030 Jaroměř - Liberec